# Darwin-kernen
Darwin-kernen er den del af Apple Mac OS X, der har til opgave, at implementere Unix-miljøet. Darwin er afhængig af XNU-kernen for at kunne køre, som består af en kombination mellem Mach-kernen og BSD-elementer. Darwin er open source og findes til både PowerPC og Intel-kompatible CPU'er.

## Ekstern henvisning
- PureDarwin Arkiveret 11. april 2010 hos  Wayback Machine (engelsk)